# مشغل شبكة محمول افتراضية

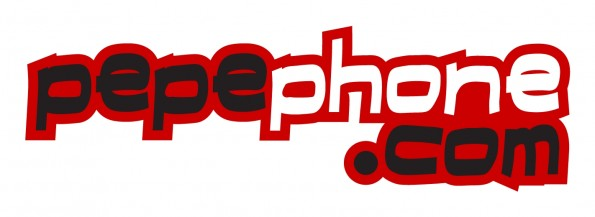
شعار شركة الهاتف المحمول الافتراضية الإسبانية بيبيفون

مشغل شبكة محمول افتراضية، (بالإنجليزية: Mobile virtual network operator)‏، هو مقدم لخدمة الاتصالات اللاسلكية المحمولة، ولكنه لا يملك ترددات خاصة به أو أبراجاً لاسلكية، لإرسال واستقبال موجات الراديو المستخدمة في الاتصالات اللاسلكية.
يدخل مقدم خدمة المحمول الافتراضية، عن طريق إبرامه إتفاقية مع إحدى الشركات المقدمة لخدمات المحمول (غير الافتراضية)، بحيث يتم استخدام الأبراج والترددات الخاصة بها، واستخدام خدمات الشبكة المختلفة بسعر الجملة، ومن ثم تقوم الشركة بإعادة بيع هذه الخدمات، لمستخدميها بسعر المستهلك.
يمكن لمقدم خدمة المحمول الافتراضية، أن يكون له نظام دفع خاص، أونظام خدمة عملاء خاص، أو نظام دعاية خاص، بعيدا تماماً عن الشركة الموفرة للخدمات المحمولة بأسعار الجملة.

## إحصائيات
حتى شهر مايو 2011 يوجد 645 شبكة محمول افتراضية حول العالم، ويتم توفير الخدمات لها بواسطة 515 شركة (بعض الشركات تقدم خدماتها للبيع لأكثر من شبكة افتراضية في نفس الدولة).
تستهدف الشبكات الافتراضية كلا من الأفراد والمؤسسات. أغلب الشبكات الافتراضية تعطى اهتماما أكبر للأفراد وخصوصاً الأسعار كداعم للمنافسة والشراء، عملاء شركات الخدمات اللاسلكية الكبرى ينفقون 3.4 أضعاف ما ينفقه مستخدمو الشبكات الافتراضية لنفس الخدمات.